# Hyundai Sonata

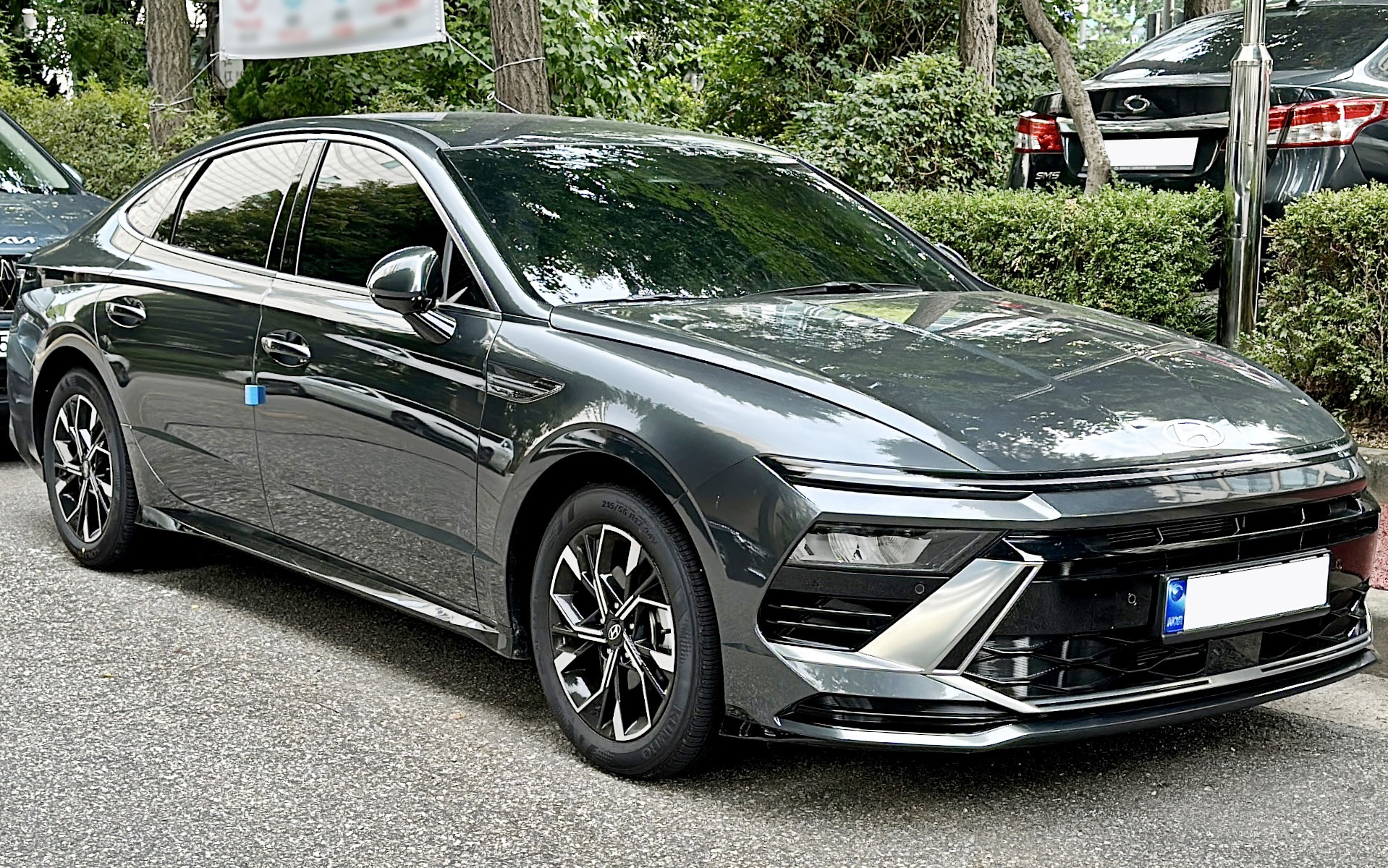
Achtste generatie Hyundai Sonata (2023)

De Hyundai Sonata is een middelgrote sedan gebouwd door de Koreaanse Hyundai Motor Company sinds 1985.

## Beschrijving
De eerste generatie (Y) werd op verschillende markten, waaronder de Nederlandse, verkocht als Hyundai Stellar.

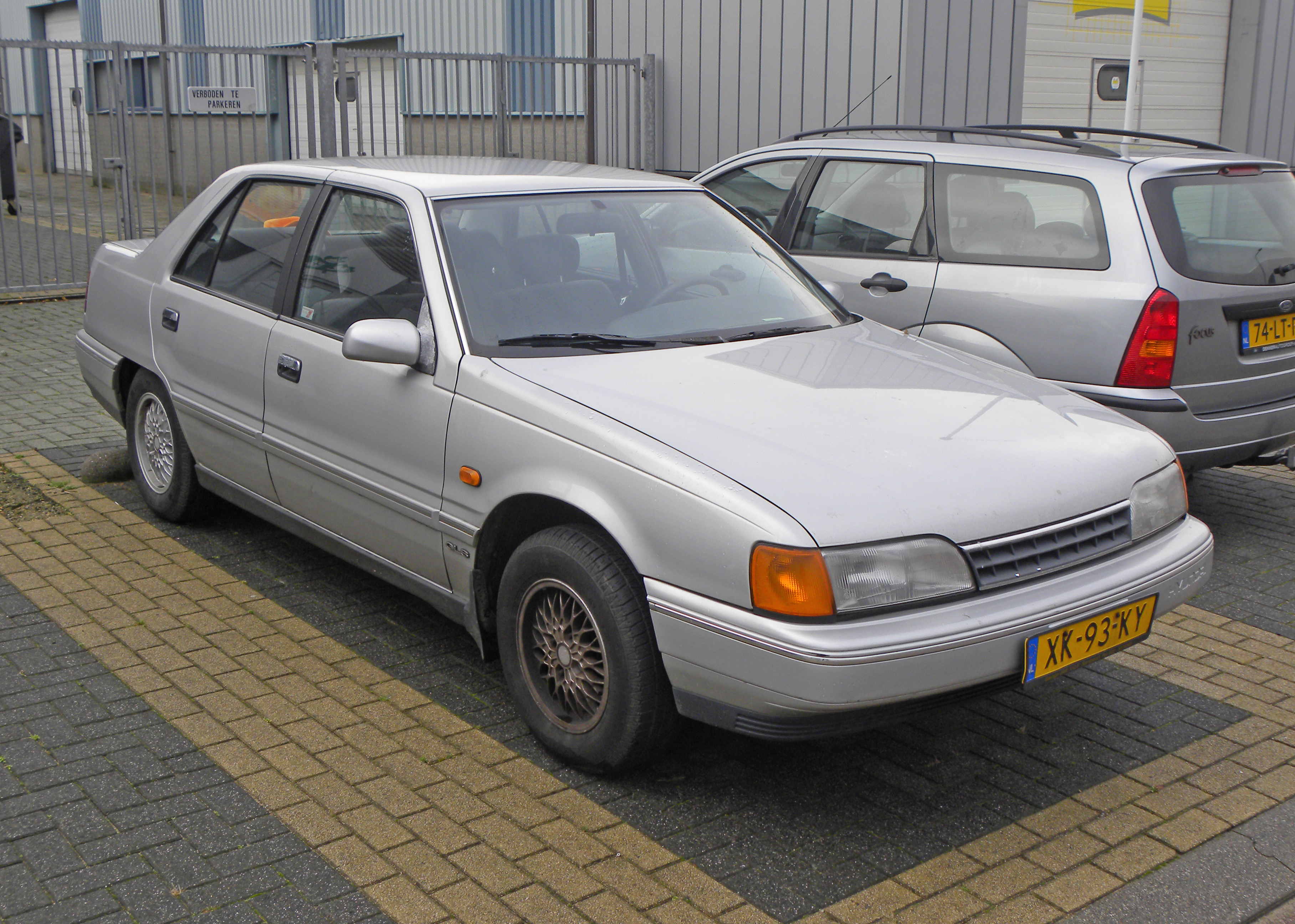
Hyundai Sonata Y2 (1989)

In Nederland werd de Sonata (Y2) in 1989 geïntroduceerd als opvolger van de Stellar en daarmee het nieuwe topmodel van Hyundai. Bij dit model had ItalDesign - Giugiaro geholpen bij het ontwerp maar de meeste onderdelen kwamen uit eigen productie. Hyundai had er alles aan gedaan om een kwalitatief hoogwaardige auto te brengen. Dubbelzijdig verzinkte onderdelen als motor- en kofferklep, portieren, voor- en achterspatborden, kokerbalken en bodemplaatdelen waren daarvan een sprekend voorbeeld. De bumpers konden een aanrijding van 4 km/u weerstaan en stevige kreukelzones verhoogden de veiligheid. Met zijn aflopende neus en hoge kofferbak had de Sonata een Cw-waarde van 0,34; een aardig gemiddelde voor die tijd.
In 2011 is de Sonata (NF) in West-Europa opgevolgd door de i40, terwijl op bijvoorbeeld de Amerikaanse markt en in Zuid-Korea de naam Sonata werd voortgezet.

## Generaties

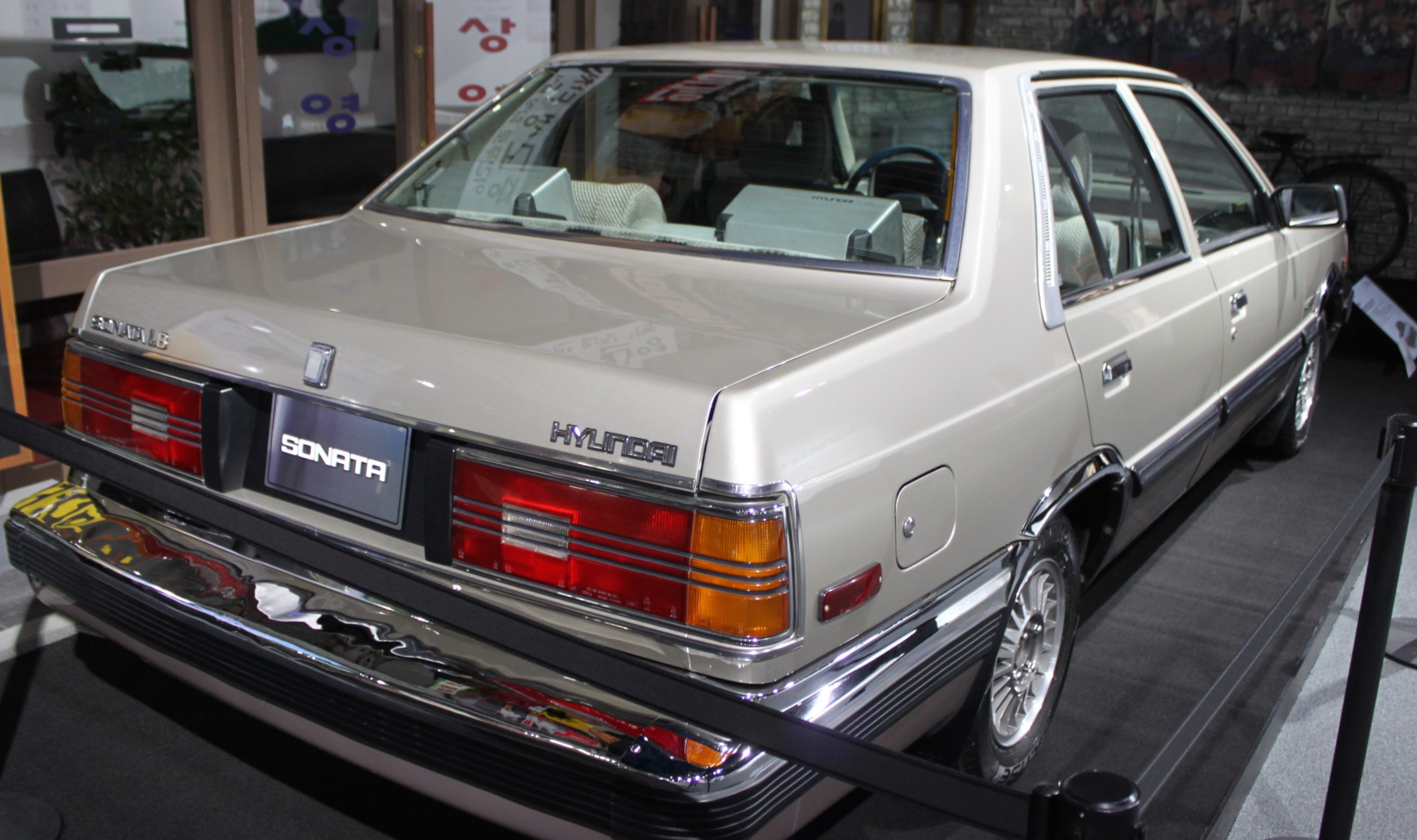
Hyundai Sonata Y (1987)

- Eerste generatie (Y, 1985-1988), op verschillende markten, waaronder de Europese, Hyundai Stellar geheten.
- Tweede generatie (Y2, 1988-1993), nieuw platform met voorwielaandrijving.
- Derde generatie (Y3, 1993-1998), beter comfort en buitenkant worden gemoderniseerd. Facelift in 1996.
- Vierde generatie (EF, 1998-2004), nieuw model en kreeg aparte doorstart bij Kia onder de naam Magentis. Facelift in 2001.
- Vijfde generatie (NF, 2004-2009), eerste Sonata met dieselmotor en laatste Sonata voor West-Europa. Facelift 2008.
- Zesde generatie (YF, 2009-2014), op sommige markten zoals Australië i45 geheten. Facelift 2012.
- Zevende generatie (LF, 2014-2019), de naam i45 is weer vervangen door Sonata.
- Achtste generatie (DN8, 2019-huidig), niet meer met een dieselmotor geleverd. Facelift 2023.

Huidige modellen Nederland en België:
Bayon ·
i10 ·
i20 ·
i30 ·
Inster ·
Ioniq ·
Ioniq 5 ·
Ioniq 6 ·
Kona ·
Kona Electric ·
Nexo ·
Santa Fe ·
Tucson
Overige modellen internationaal:
Accent ·
Grandeur ·
Genesis ·
Eon ·
Equus ·
Porter ·
Sonata ·
Veloster
Uit productie:
Atos ·
Coupe ·
Dynasty ·
Elantra ·
Excel ·
Getz ·
Genesis Coupe ·
i40 ·
ix20 ·
ix55 ·
Lantra ·
Matrix ·
Pony ·
Santamo ·
Scoupe ·
Stellar ·
Terracan ·
Trajet ·
Tucson ·
XG